# Francisco Guerrero (assassino)
Francisco Guerrero Pérez (1840 - novembro de 1910), também conhecido como Antonio Prida, foi o primeiro assassino em série a ser capturado no México. Guerrero matou aproximadamente vinte prostitutas na Cidade do México entre 1880 e 1888. Ele também matou uma mulher cujo status como uma prostituta tem sido relatado incoerente, em 1908.
Guerrero e Jack, o Estripador foram contemporâneos e seus modus operandi foram similares - alguns autores comparam os dois homens. Ele também foi conhecido como "El Chalequero" , "O homem dos coletes", "O homem-colete", "Estrangulador do rio Consulado", "Estripador do rio Consulado" ou ainda "Estripador mexicano". Ele foi um assassino organizado, sedentário e missionário que foi motivado pelo ódio.
| - Antropofagia - Comportamento divergente - Criminologia - Desvio de conduta (psicologia) - Infanticídio - Lista de assassinos em série por número de vítimas | - Lista de fimes de terror com serial killers (En) - Mentes Perigosas, livro com definições e casos clínicos - Psicopata - Psicopatologia - Robert Hare Escala de avaliação de psicopatia |